# Jules Habert-Dys
Jules Auguste Habert-Dys (1850-1930) est un peintre, maître-verrier, graveur et enseignant français. 

## Biographie
Jules Auguste Habert-Dys est né le 23 septembre 1850 à Fresnes (Loir-et-Cher).
Ses maîtres sont Jean-Léon Gérôme, Félix Bracquemond et Léon Gaucherel. Il expose des eaux fortes au Salon des artistes français pour la première fois en 1882 ; son adresse parisienne est signalée au 119 rue Monge. En 1891, il y expose une peinture intitulée Cigognes. En 1903, il y propose des aquarelles et des objets d'art décoratif en matières précieuses. Sa dernière exposition à ce salon remonte à 1905 ; son adresse est alors au 24 rue des Volontaires.
Il fut professeur à l'École nationale supérieure des arts décoratifs jusqu'en 1927.
Il est mort à Paris 14e le 8 mars 1930.

## Œuvre

### Ouvrages illustrés
- Eaux-fortes pour illustrer les contes de Claude Godard d'Aucour d'après les compositions du temps [Jollain], Imprimerie Albert Quantin, 1883.
- Fantaisies décoratives, gravées et éditées par Charles Gillot, Rouam, Paris, puis Gilbert Wood, Londres, 1886-1887, 48 p. (paru en 12 livraisons de 4 planches chacune vendues par souscription).
- [partition] Claudius Blanc et Léopold Dauphin, Scènes & paysages : pièces pittoresques pour piano à quatre mains transcrites pour piano, Lemoine et fils, 1887.
- Alphabets, 4 volumes, Librairie de l'art G. Pierson & cie, 1887-1892.
- Guy de Maupassant, Le Rosier de madame Husson, eaux-fortes de Habert-Dys et Eugène Abot d'après des dessins de Desprès, Maison Quantin, 1888.
- L'Ornement Pratique. Documents d'après nature, L. Allison, 1892-1893.

## Galerie

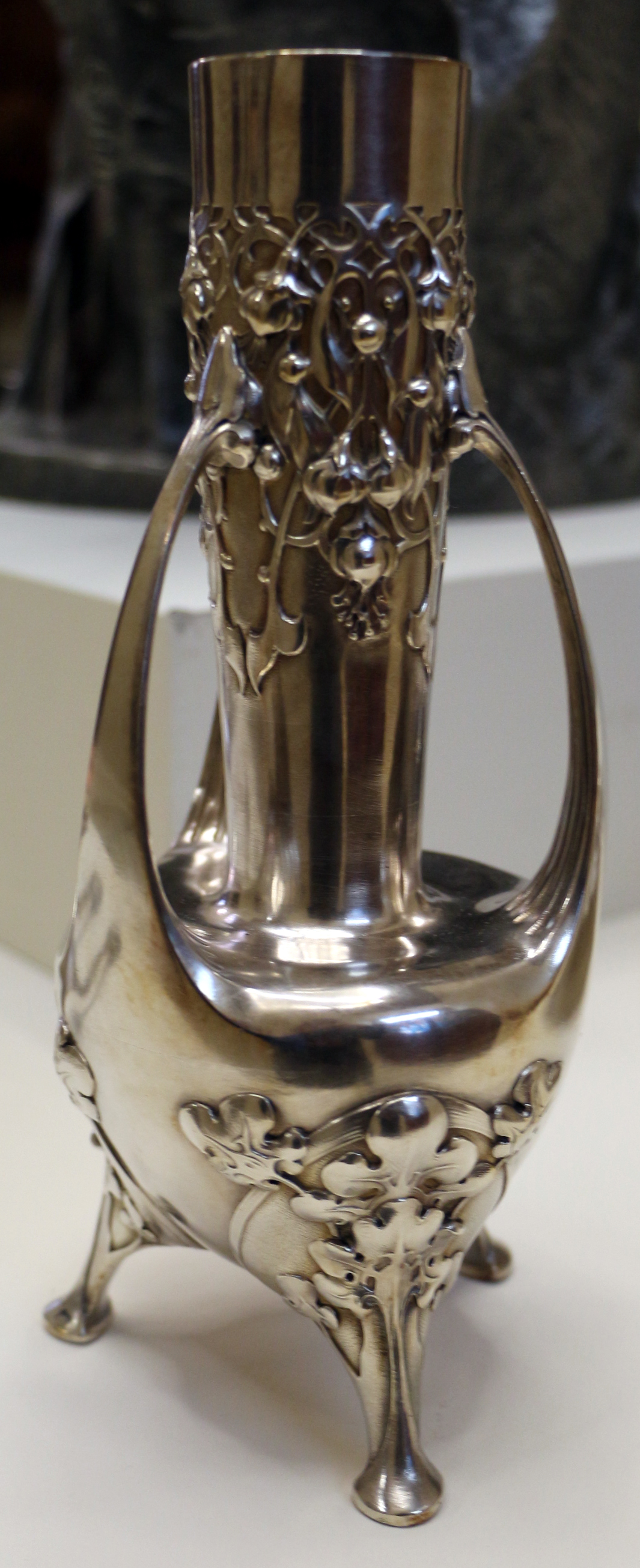
Vase, 1904, Musée d'Orsay
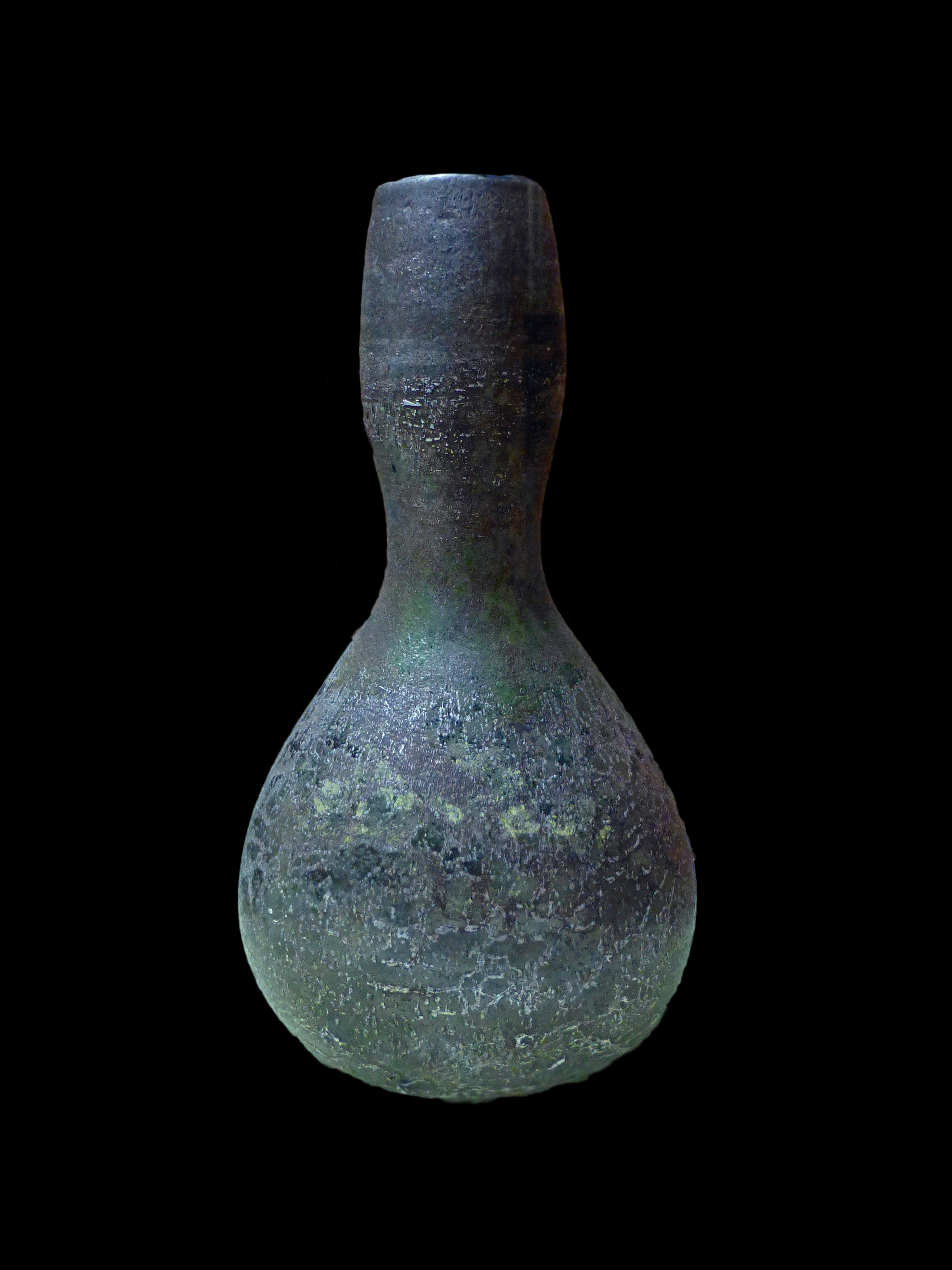
Vase en verre en forme de coloquinte
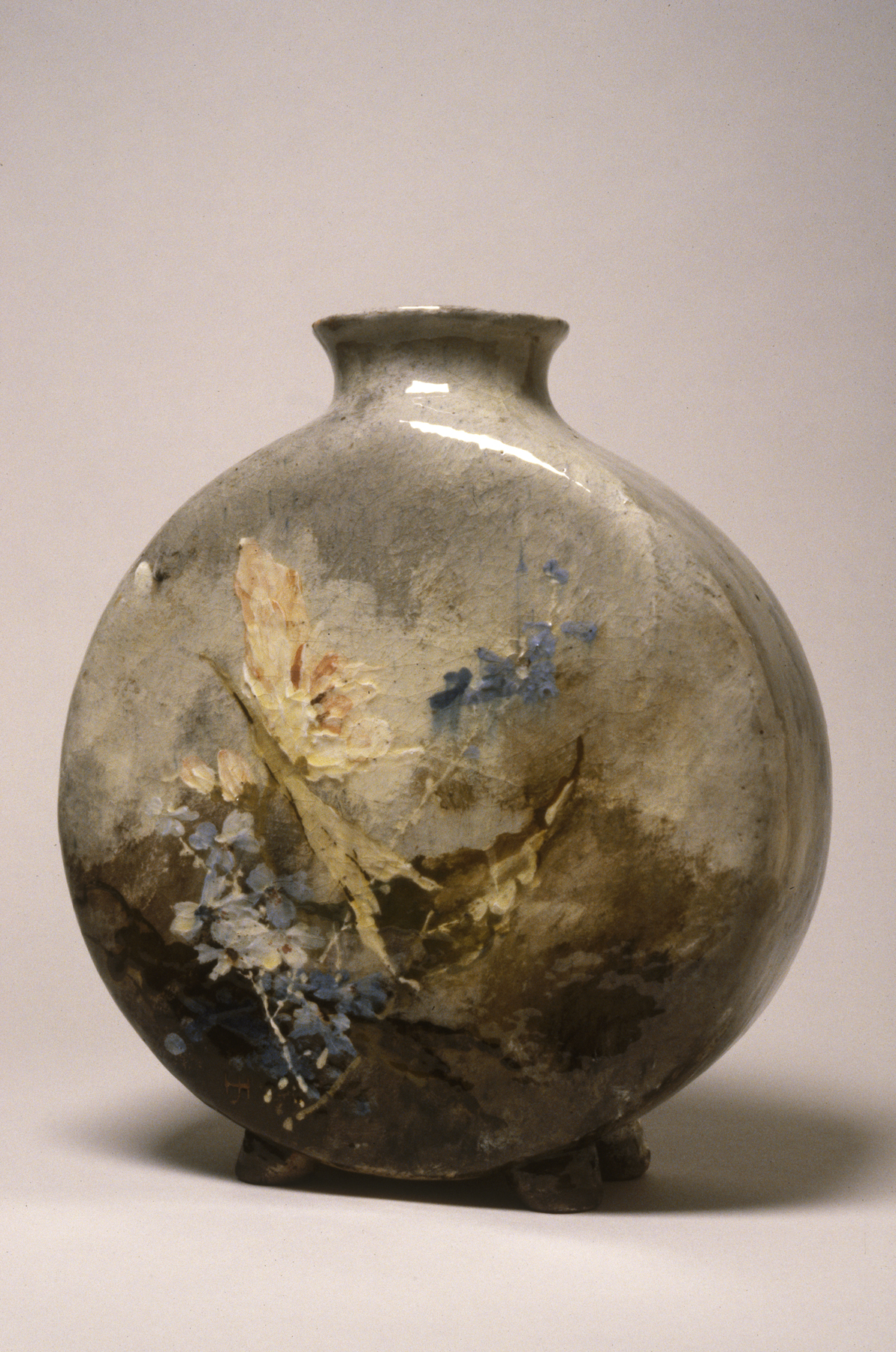
Ensemble de deux vases
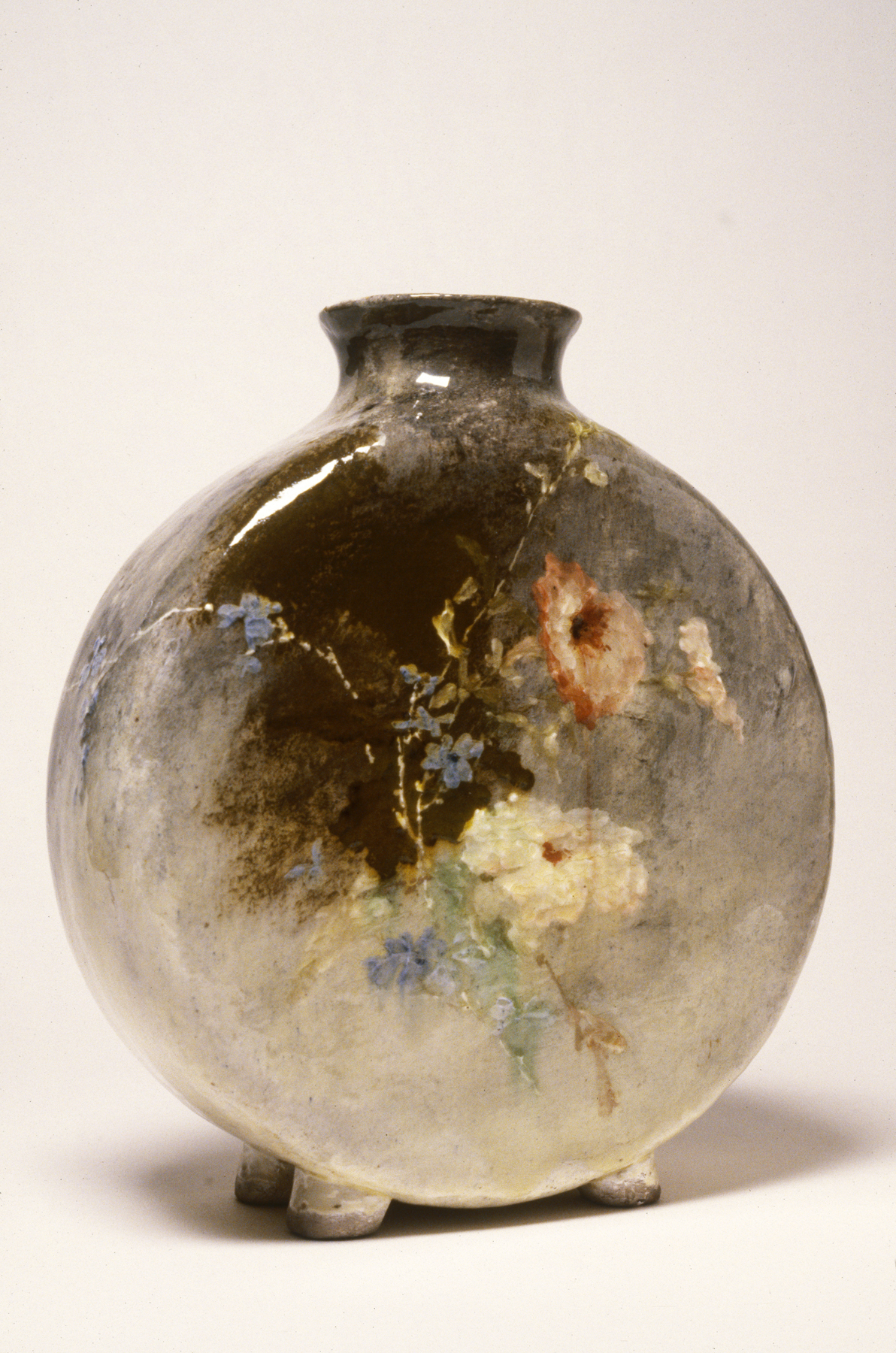
Ensemble de deux vases